# Kasota
Kasota ist eine Stadt im Le Sueur County in Minnesota, Vereinigte Staaten. Das U.S. Census Bureau hat bei der Volkszählung 2020 eine Einwohnerzahl von 714 ermittelt.

## Geographie
Nach den Angaben des United States Census Bureaus hat die Stadt eine Fläche von 2,6 km², alles davon stellt Landfläche dar.
Minnesota State Route 22 ist die Hauptstraße des Ortes. Der U.S. Highway 169 verläuft in der Nähe.

## Geschichte
Der erste Siedler in Kasota und damit des gesamten heutigen La Sueur County war 1851 Rueben Buetters. J.W. Babcock gründete die Stadt; sie ist die einzige wesentliche Siedlung in der Kasota Township.
Babcock war auch derjenige, der zuerst Kalkstein in und um Kasota brach und verkaufte. Die Babcock Stone Company war in der frühen Stadtgeschichte die wichtigste Unternehmung und das Verhältnis zwischen Babcock und der Stadt war nicht immer rosig. Als Babcock entschied, sich nach außerhalb der Stadtgrenzen zurückzuziehen, zwang ihn die Stadt zum Auffüllen des Steinbruchs. Dies führte zur Bildung des Parkes im Stadtzentrum.
Die Babcock Stone Company ging Anfang der 1950er Jahre bankrott und 1953 wurde die Steinbrüche Babcocks durch die Vetter Stone Company übernommen, deren Sitz sich im nahegelegenen Mankato befindet. Auf dem früheren Betriebsgelände in Kasota befindet sich heute ein Unternehmen, das Tore und Türen für Industriebetriebe herstellt.
Kalkstein aus Kasota wurde als zur Verkleidung des National Museum of the American Indian in Washington, DC verwendet.
Kasota – in der Dakota-Sprache bedeutet das „klarer Himmel“ – war der Name eines 1884 aus Holz gebauten Eisenerzdampfers auf den Großen Seen. Dieser sank nach der Kollision mit dem Passagierschiff The City of Detroit auf dem Detroit River im Juli 1890. Die Kasota wurde gehoben und 1892 wieder in Betrieb genommen.
Die USS Kasota war ein Schlepper der United States Navy, der von 1944 bis 1961 im Dienst war.

## Demographie
Zum Zeitpunkt des United States Census 2000 bewohnten Kasota 680 Personen die Stadt. Die Bevölkerungsdichte betrug 260,0 Personen pro km². Es gab 279 Wohneinheiten, durchschnittlich 106,7 pro km². Die Bevölkerung Kasotas bestand zu 95,59 % aus Weißen, 0,74 % Schwarzen oder African American, 2,06 % Native American, 0,15 % Asian, 0,15 % gaben an, anderen Rassen anzugehören und 1,32 % nannten zwei oder mehr Rassen. 0,88 % der Bevölkerung erklärten, Hispanos oder Latinos jeglicher Rasse zu sein.
Die Bewohner Kasotas verteilten sich auf 275 Haushalte, von denen in 34,2 % Kinder unter 18 Jahren lebten. 49,5 % der Haushalte stellten Verheiratete, 15,3 % hatten einen weiblichen Haushaltsvorstand ohne Ehemann und 28,4 % bildeten keine Familien. 21,1 % der Haushalte bestanden aus Einzelpersonen und in 8,4 % aller Haushalte lebte jemand im Alter von 65 Jahren oder mehr alleine. Die durchschnittliche Haushaltsgröße betrug 2,46 und die durchschnittliche Familiengröße 2,81 Personen.
Die Stadtbevölkerung verteilte sich auf 26,2 % Minderjährige, 9,0 % 18–24-Jährige, 27,9 % 25–44-Jährige, 27,4 % 45–64-Jährige und 9,6 % im Alter von 65 Jahren oder mehr. Das Durchschnittsalter betrug 36 Jahre. Auf jeweils 100 Frauen entfielen 101,8 Männer. Bei den über 18-Jährigen entfielen auf 100 Frauen 94,6 Männer.
Das mittlere Haushaltseinkommen in Kasota betrug 39.097 US-Dollar und das mittlere Familieneinkommen erreichte die Höhe von 43.750 US-Dollar. Das Durchschnittseinkommen der Männer betrug 30.300 US-Dollar, gegenüber 21.711 US-Dollar bei den Frauen. Das Pro-Kopf-Einkommen in Kasota war 17.503 US-Dollar. 7,8 % der Bevölkerung und 6,6 % der Familien hatten ein Einkommen unterhalb der Armutsgrenze, davon waren 10,6 % der Minderjährigen und 16,9 % der Altersgruppe 65 Jahre und mehr betroffen.